# Gozo Channel Company Limited

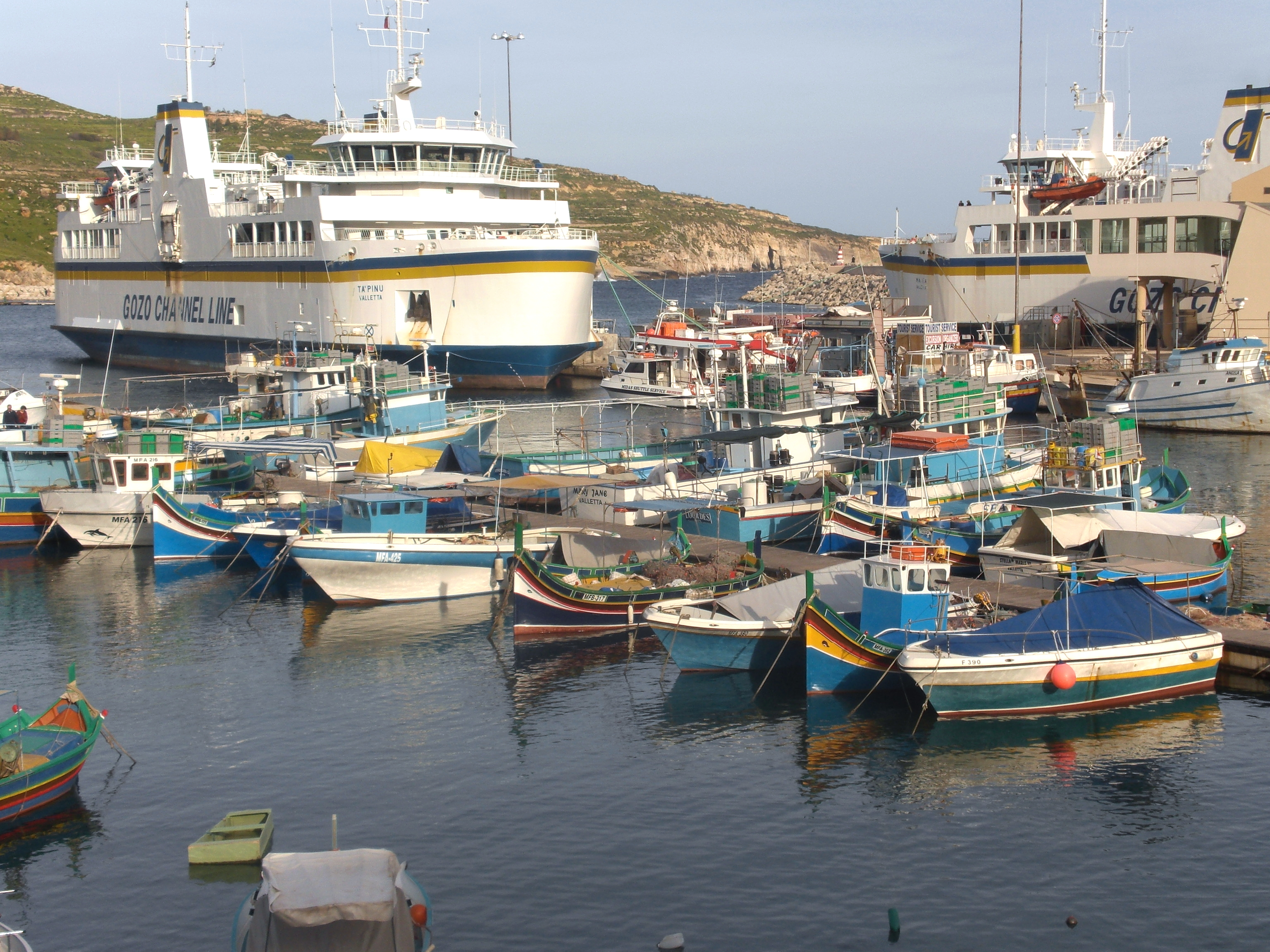
MV „Ta’ Pinu” i MV „Malita” w porcie Mġarr na Gozo

Gozo Channel Company Limited, powszechnie znana jako Gozo Channel Line lub Gozo Ferry (malt. Vapur t’Għawdex) – maltańska firma założona w 1979, która obsługuje promowe połączenie między wyspami Malta i Gozo przy użyciu promy typu Ro-ro. Przeprawy odbywają się 365 dni w roku, w tym w weekendy, święta oraz nocą.
Usługi promowe firmy są głównym połączeniem między tymi dwiema wyspami i każdego roku korzystają z niego miliony mieszkańców Gozo, Maltańczyków oraz turystów. Obecnie połączenie obsługują trzy identyczne promy, wszystkie zbudowane między marcem 2000 a marcem 2002. Oprócz zwykłych usług dla pasażerów pieszych oraz samochodów, Gozo Channel oferuje również przewóz pojazdów ciężarowych i ładunków niebezpiecznych.

## Poprzednicy
Linia promowa łącząca wyspy Maltę i Gozo istnieje od wieków, a zapisy wskazują, że dgħajjes tal-latini były używane jako promy z portu Mġarr już w 1241. Dgħajjes tal-latini, znane również jako łódź gozańska, pozostawały w użyciu aż do II wojny światowej. Kilka z nich przetrwało do dziś, jak na przykład „Maryanne”, używana przez Captain Morgan Cruises, chociaż nie ma ona żadnych masztów.
Mimo to pierwsze regularne połączenie pasażerskie między wyspami zostało zainaugurowane dopiero 13 czerwca 1885, kiedy firma O.F. Gollcher & Sons Ltd rozpoczęła oficjalne przewożenie poczty na statku „Gleneagles”. Pod koniec XIX wieku firmy G.P. Sammut & Co oraz Francesco Pace również oferowały usługi promowe. Te trzy firmy świadczyły usługi do 1923, kiedy to Malta Steamship Co Ltd przejęła dwa statki. Pod koniec lat 20. i 30. XX wieku Bernard Zammit oraz Joseph Gasan, Giovanni Dacoutros & Grech Family uruchomili własne usługi promowe. Po wojnie powstały kolejne firmy, w tym Joseph Gasan (1947–57), rodzina Magro (1948–70), rodziny Magro & Zammit (1958–68) oraz Malta Aliscafi Ltd (1964–68). W niektórych momentach działała tylko jedna firma, a w innych w tym samym czasie było ich więcej.
E. Zammit & Sons Ltd powstała w 1966, a do 1970 była jedyną firmą oferującą usługi promowe przez kanał Gozo. Działała na czterech statkach do 1979, kiedy powstała Gozo Channel Company Limited.
W latach 1885–1978 następujące statki były używane jako promy z Malty na Gozo:
| Nazwa                      | Od   | Do   | Operator                                        | Uwagi |
| -------------------------- | ---- | ---- | ----------------------------------------------- | --- |
| „Gleneagles”               | 1885 | 1914 | O.F. Gollcher Ltd                               | Wodowany w 1884 w Aberdeen dla Hall Russell & Co, następnie sprzedany firmie Gollcher w 1885. Zajęty przez Royal Navy w 1914, zwrócony w 1918, ale sprzedany w 1919 i używany we wschodniej części Morza Śródziemnego. Zatopiony w 1920, podniesiony z dna i uruchomiony w 1922. Przemianowany na „Missir” (1922–23), „Alexandretta” (1923–24), „Pandy” (1924–25) i „Abdel Kader” (1925–33). Złomowany w Aleksandrii w 1933. |
| „Princess Melita”          | 1893 | 1923 | G.P. Sammut & Co                                | |
| „Piemonte”                 | 1897 | 1901 | Francesco Pace                                  | |
| „Wembley”                  | 1923 | 1935 | Malta Steamship Co Ltd                          | |
| „Lady Strickland”          | 1929 | 1951 | Bernard Zammit                                  | |
| „Golly”                    | 1932 | 1937 | Malta Steamship Co Ltd                          | Zbudowany w Japonii w 1912 jako „Fukuhaku Maru no.5” (1912–21). Znany później jako łódź patrolowa G27 (1921) oraz „Andrea Bafile” (1921–32). Sprzedany Malta Steamship Co. Ltd w 1932 i przemianowany na „Golly”. SSprzedany w 1937 i przemianowany na „Daisy”. Doznał awarii w drodze do Aleksandrii w 1939. |
| „King of England”          | 1933 | 1951 | Bernard Zammit                                  | Zbudowany w 1902 dla Royal Navy. Sprzedany Zammitowi w 1933, w 1942 zarekwirowany przez marynarkę, ale zwrócony po dwóch miesiącach. Później sprzedany Galzamhil & Co. (1944–51), następnie Mario Farrugii (1951). Złomowany we Włoszech w 1951. |
| „Franco”                   | 1936 | 1948 | Joseph Gasan, Giovanni Dacoutros & Grech Family | |
| „Royal Lady”               | 1937 | 1942 | Joseph Gasan, Giovanni Dacoutros & Grech Family | Zatopiony w Marfie 6 maja 1942 przez bombowce Luftwaffe. |
| „Anna”                     | 1942 | 1942 | Joseph Gasan, Giovanni Dacoutros & Grech Family | |
| „Hanini”                   | 1948 | 1956 | Magro Family                                    | |
| „Calypso”                  | 1950 | 1950 | Joseph Gasan                                    | Zbudowany w 1942 dla Royal Navy jako HMS „J-826” (później przemianowany na „BYMS-2026”). Wycofany ze służby w 1946 i sprzedany Gasanowi w 1949. Służył jako prom przez kilka miesięcy zanim został sprzedany irlandzkiemu milionerowi Thomasowi Guinnessowi, który użyczył go Jacquesowi Cousteau jako statek badawczy. Po 1977 został opuszczony, ma zostać poddany renowacji. |
| „Bancinu”                  | 1950 | 1957 | Joseph Gasan                                    | Zbudowany w 1927 jako jacht „Migrant”. Przemianowany na „Victrix” (1931–36), „Audacieux” (1936–38) i „Migrante” (1938–39). W latach 1939–46 w Royal Navy jako uzbrojony jacht „FY 019”, w 1947 sprzedany Gasanowi. Został odnowiony i rozpoczął służbę w 1950 jako „Bancinu”. Sprzedany do Grecji w 1957 i przemianowany na „Athinai” (1958–61), „Sirius” (1961–64), a następnie „Vorioi Sporades”. Dalszy los nieznany, prawdopodobnie zatonął koło Metaponto z materiałami radioaktywnymi na pokładzie, lub zezłomowany w Peramie w 1970. Zniknął z rejestrów w 1988. |
| „Maid of Pinto”            | 1950 | 1957 | Joseph Gasan                                    | |
| „Pinu”                     | 1950 | 1957 | Joseph Gasan                                    | |
| „Queen of Peace”           | 1956 | 1970 | Magro Family                                    | Zbudowany jako trałowiec dla Royal Navy. W 1970 zadokowany w Marsie. Zatonął w 1977 w zatoce Wielka Syrta, zabierając na dno trzech maltańskich członków załogi. |
| „Imperial Eagle”           | 1958 | 1968 | Magro & Zammit Families                         | Zbudowany w 1938 jako zastępca „Royal Lady” (która również służyła jako prom na Gozo). Znany jako „New Royal Lady” (1938–47), „Royal Lady” (1948) oraz „Crested Eagle” (1948–58). Używany jako prom od 1958 jako „Imperial Eagle”. Później używany jako statek towarowy, przez jakiś czas spoczywał półzatopiony w Grand Harbour. Zakupiony przez nurków w 1995 i zatopiony jako sztuczna rafa u wybrzeży Qawry w 1999. Obecnie jest to popularne miejsce nurkowe. |
| „Delfin”                   | 1964 | 1968 | Malta Aliscafi Ltd                              | |
| „Minor Eagle” „Cominoland” | 1966 | 1978 | E. Zammit & Sons Ltd                            | Zbudowany w 1942 jako okręt Royal Navy „Miner VI”. Przemianowany na „Minor Eagle” w 1966, a następnie „Cominoland” w 1976. Użuwany przez Gozo Channel Company Limited w latach 1979–1980. |
| „Jylland”                  | 1967 | 1978 | E. Zammit & Sons Ltd                            | Zbudowany w 1943 jako okręt Royal Navy „PCE 828”, przemianowany na „Kilbride” tego samego roku. W 1948 przemianowany na „Jylland” i w 1976 sprzedany Zammitowi. Używany przez Gozo Channel Company Limited w latach 1979–1984. |
| „Calypsoland”              | 1969 | 1978 | E. Zammit & Sons Ltd                            | Zbudowany w 1932 jako „Prins Hendrik”. Sprzedany w 1968 i przemianowany na „Calypsoland”. Używany przez Gozo Channel Company Limited w latach 1979–1984. |
| „Melitaland”               | 1974 | 1978 | E. Zammit & Sons Ltd                            | Zbudowany w 1933 jako „Dordrecht”. W 1974 sprzedany i przemianowany na „Melitaland”. Używany przez Gozo Channel Company Limited w latach 1979–1994. |

## Gozo Channel Co Ltd

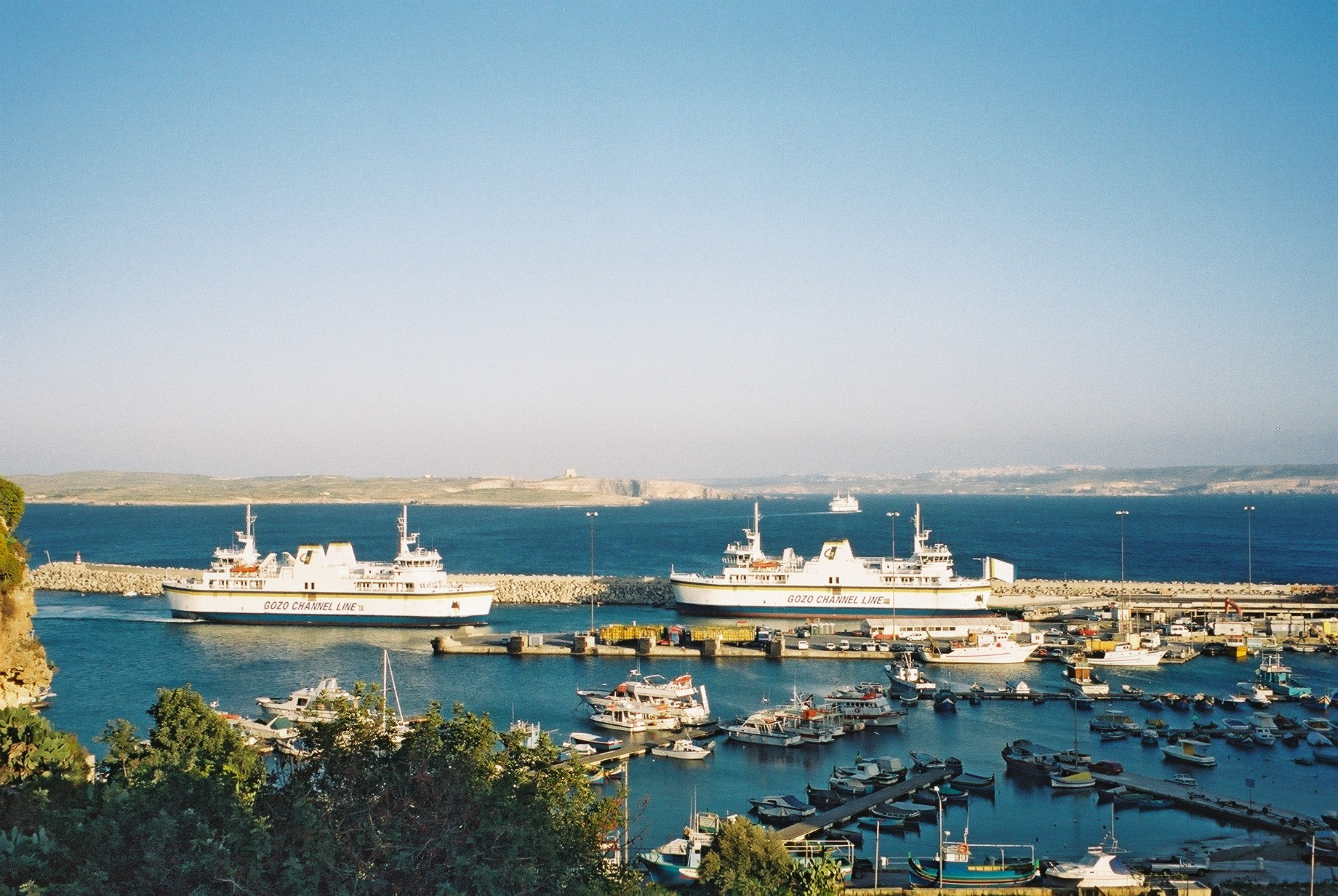
Port Mġarr

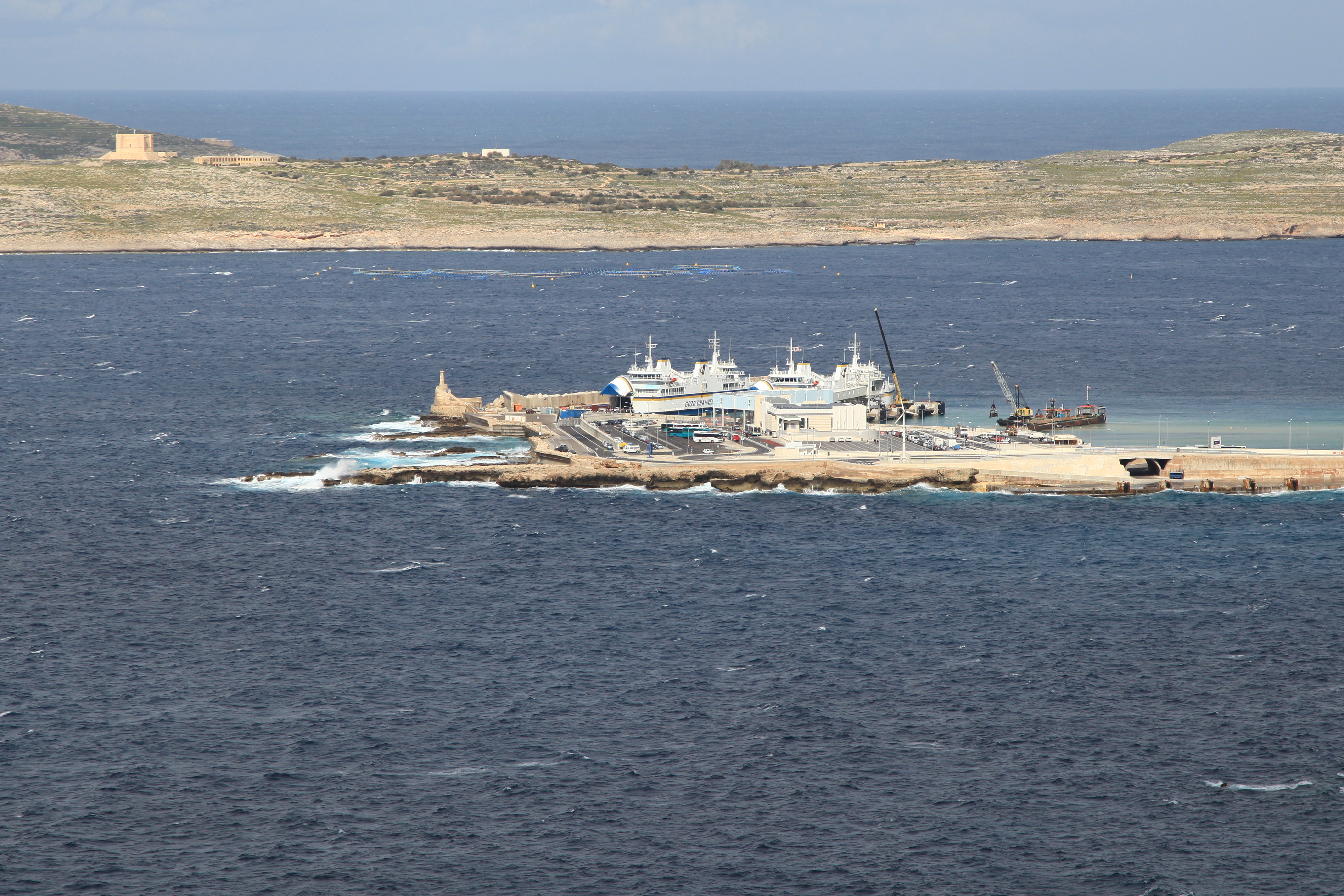
Port Ċirkewwa

Gozo Channel Company Limited została utworzona w 1979 roku do obsługi przepraw promowych. Cztery statki dotychczasowego operatora E. Zammit & Sons Ltd zostały przejęte przez nową firmę, a dwa kolejne zostały zakupione później tego samego roku. MV „Għawdex” rozpoczął obsługę trasy na Sycylię w 1981, ale zaprzestano jej w 1995.
W latach 1988–2002 do ekspresowych usług między Maltą a Gozo używane były poduszkowce oraz katamarany. Do 1990 firma przewoziła 1,93 miliona pasażerów i 370 000 samochodów rocznie. W połowie lat 90. rozpoczęto program modernizacji i w latach 2000–2002 zbudowano trzy zupełnie nowe statki. Terminal promowy Mġarr został w latach 2001–2008 całkowicie przebudowany. W ciągu następnych kilku lat przebudowano również terminal w Ċirkewwa, ukończono go w 2013.
Byłe i aktualnie używane przez Gozo Channel Co Ltd promy:
| Nazwa                        | Rok budowy | Lata służby | Uwagi |
| ---------------------------- | ---------- | ----------- | --- |
| MV „Cominoland”              | 1942       | 1979–1980   | Były prom firmy E. Zammit & Sons Ltd. Sold, przemianowany na „Jylland II” (1980–2006) i ponownie na „Cominoland” (2006). W 2006 zatopiony jako sztuczna rafa koło Xatt l-Ahmar. |
| MV „Jylland”                 | 1943       | 1979–1984   | Były prom firmy E. Zammit & Sons Ltd. W 1984 sprzedany i przemianowany na „Kybris” (1984), „Akdeniz” (1984–86) oraz „Princess Lydia” (1986–88). Zezłomowany w Turcji w 1988. |
| MV „Calypsoland”             | 1932       | 1979–1984   | Były prom firmy E. Zammit & Sons Ltd. Używany okazjonalnie do przewożenia materiałów budowlanych na Comino. Zezłomowany na Malcie w 1985. |
| MV „Melitaland” MV „Bezz 20” | 1933       | 1979–1996   | Były prom firmy E. Zammit & Sons Ltd. Statek siostrzany „Cittadelli”. W 1994 przemianowany na „Bezz 20”, sprzedany na złom w 1996. |
| MV „Għawdex”                 | 1962       | 1979–2000   | Zbudowany w Bremie w 1962. Wcześniej znany jako „Kalle” (1962–71) oraz „Rotna” (1971–78). Sprzedany w 2000 i przemianowany na „Virgem de Fatima”, lecz stał zacumowany w Valletcie, aż do sprzedaży na złom do Turcji w 2002. |
| MV „Mgarr”                   | 1967       | 1979–1995   | Zbudowany w Danii w 1967. Wcześniej znany jako „Saltholm” (1967–79). Sprzedany na złom w 1995. |
| MV „Cittadella” MV „Citta”   | 1949       | 1987–1997   | Zbudowany w Holandii w 1949. Wcześniej znany jako „Prins Bernhard” (1949–87). Statek siostrzany „Melitalandu”. W 1995 przemianowany na „Citta”, w 1997 sprzedany na złom do Turcji. |
| SES „Calypso”                |            | 1988–1996   | |
| MV „Xlendi”                  | 1955       | 1990–1997   | Zbudowany w 1955 w Danii. Wcześniej znany jako „Helsingor” (1955–87), „Royal Sheeba” (1987–88) oraz „Borgshorn” (1988–90). Uznano go za „niefortunny” statek, ponieważ miał kształt trumny, rzeczywiście został kilkakrotnie uszkodzony, gdy osiadł na mieliźnie (1992), uderzył w nabrzeże (1995) i stanął w ogniu (1999). Został zatopiony jako sztuczna rafa w 1999, ale wrak zatonął dnem do góry, więc jest odpowiedni tylko dla doświadczonych nurków. |
| MV „Calypso”                 | 1970       | 1993–2004   | Zbudowany w Danii w 1970. Wcześniej znany jako „Karnan” (1970–93). Sprzedany w 2004 i zezłomowany w 2012. |
| MV „Mgarr”                   | 1963       | 1995–2002   | Zbudowany w Holandii w 1963. Wcześniej znany jako „Marsdiep” (1963–92). Siostrzany statek MV „Cittadella II”. Sprzedany do Turcji na złom w 2002. |
| MV „Cittadella II”           | 1966       | 1995–2002   | Zbudowany w Holandii w 1966. Wcześniej znany jako „Texelstroom” (1963–92). Siostrzany statek MV „Mgarr”. Sprzedany do Turcji na złom w 2002. |
| SES „Victoria Express”       | 1984       | 1996–2002   | Zbudowany w Norwegii w 1984. Dawniej znany jako „Norcat” (1984–86), Fjordkongen„” (1986–92) i „Ulstein Surfer” (1992–96). Sprzedany w 2002 i przemianowany na „The Gambian Princess”. |
| MV „Ta’ Pinu”                | 2000       | 2000–       | Zbudowany przez Malta Shipbuilding w 2000. Identyczny z „Gaudos” i „Malita”. |
| MV „Gaudos”                  | 2001       | 2001–       | Zbudowany przez Malta Shipbuilding w 2001. Identyczny z „Ta’ Pinu” i „Malita”. |
| MV „Malita”                  | 2002       | 2002–       | Zbudowany przez Malta Shipbuilding w 2002. Identyczny z „Ta’ Pinu” i „Gaudos”. |
| MV „Nikolaos”                | 1987       | 2019–       | Zbudowany w 1987. |

## Galeria

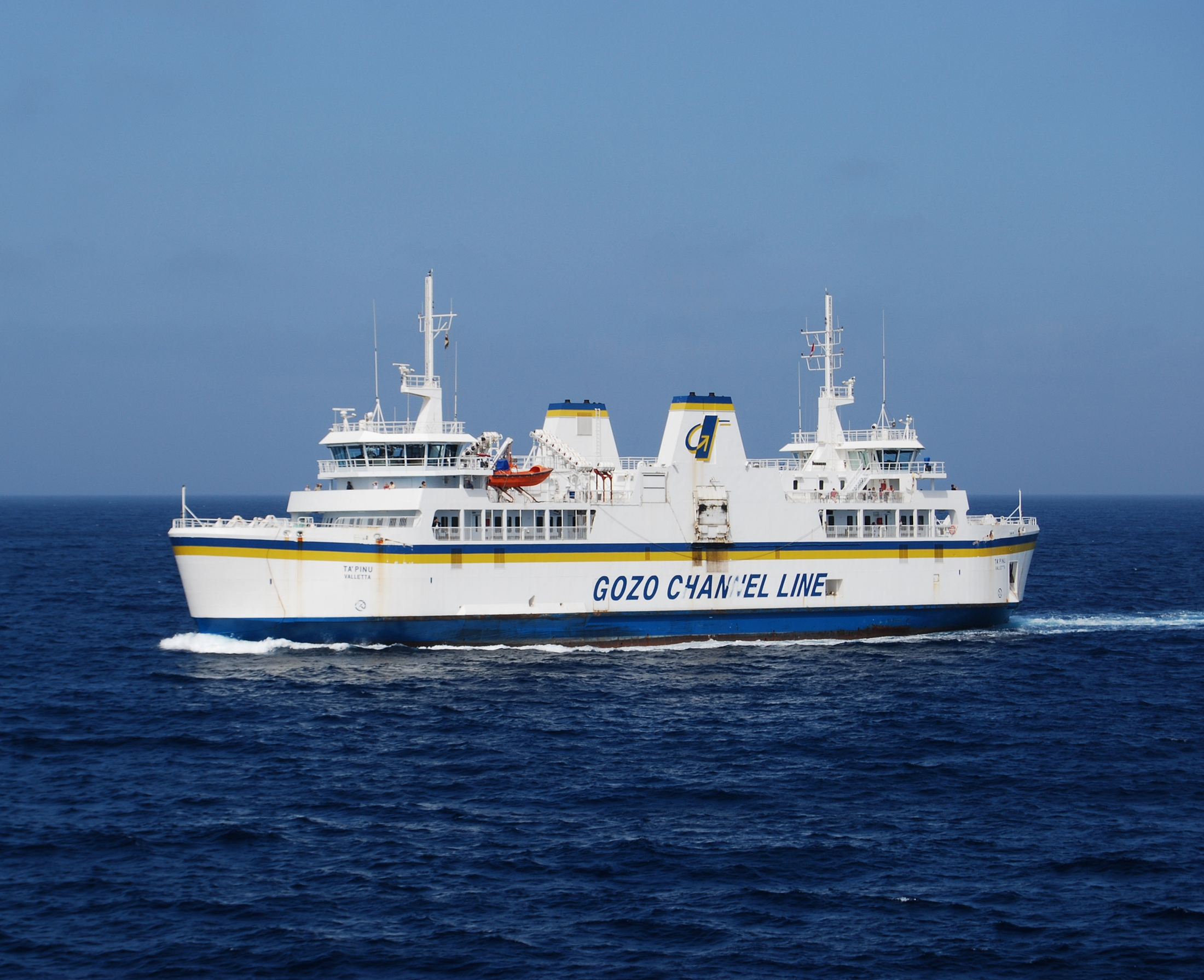
MV Ta’ Pinu
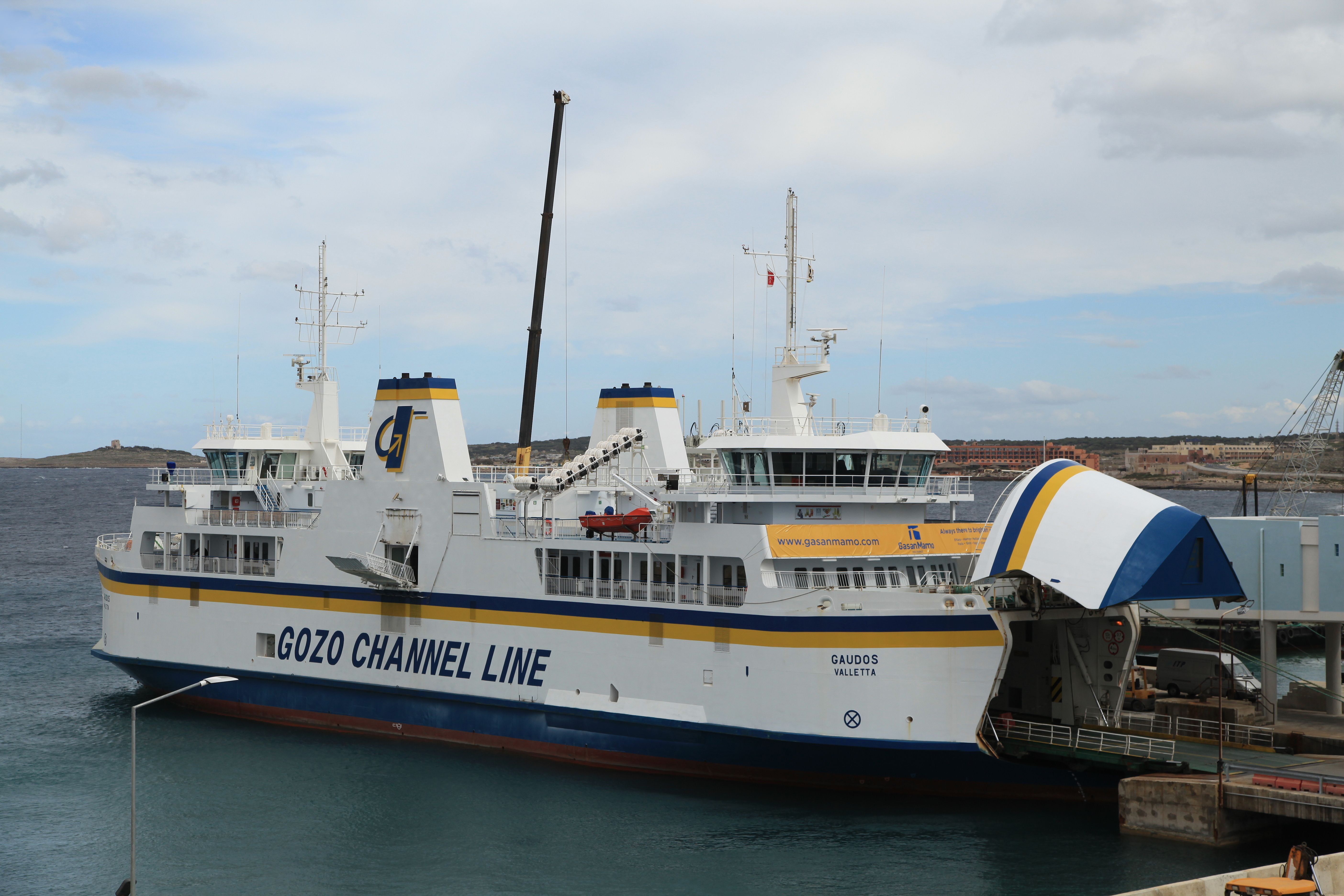
MV Gaudos
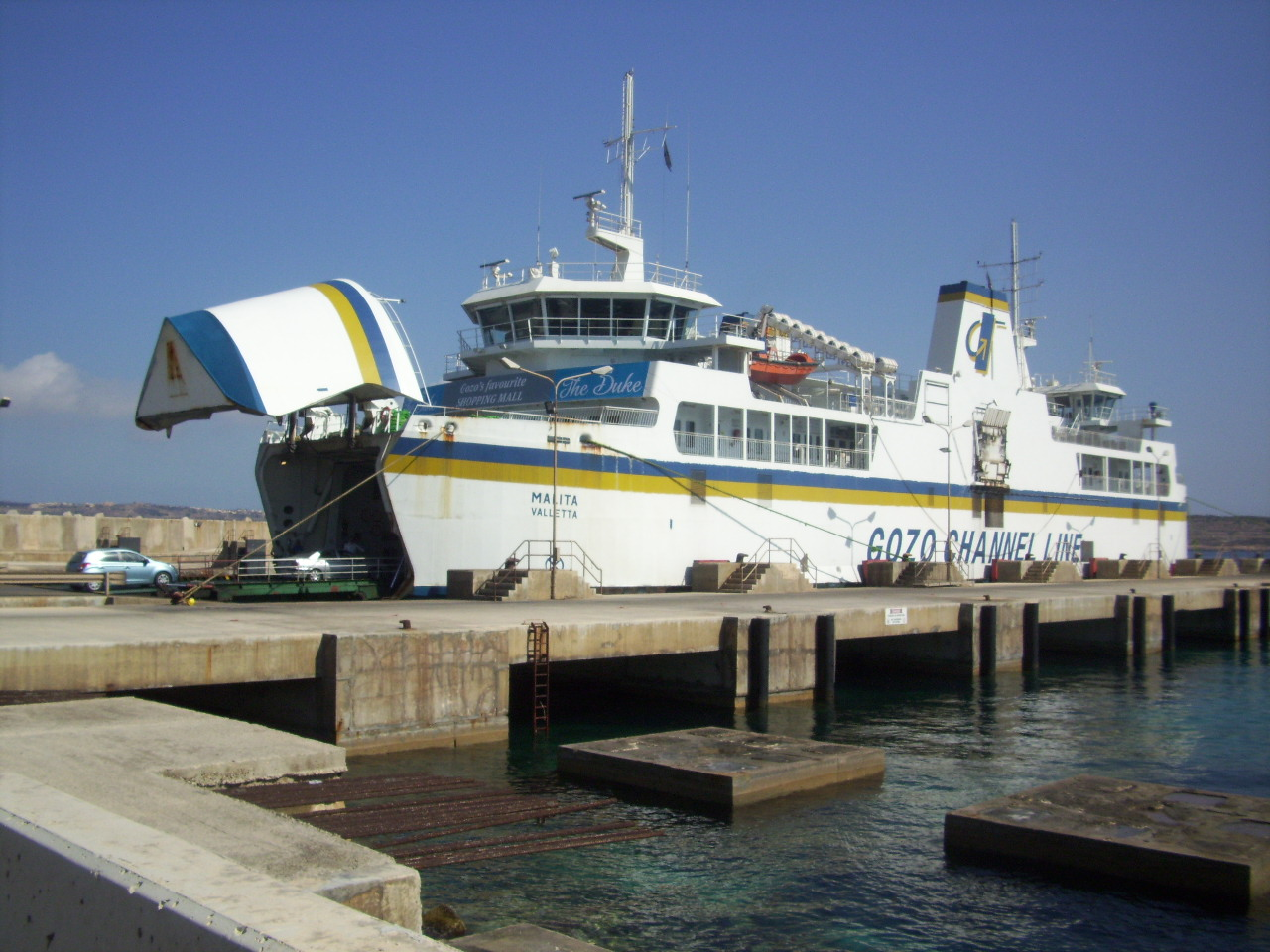
MV Malita
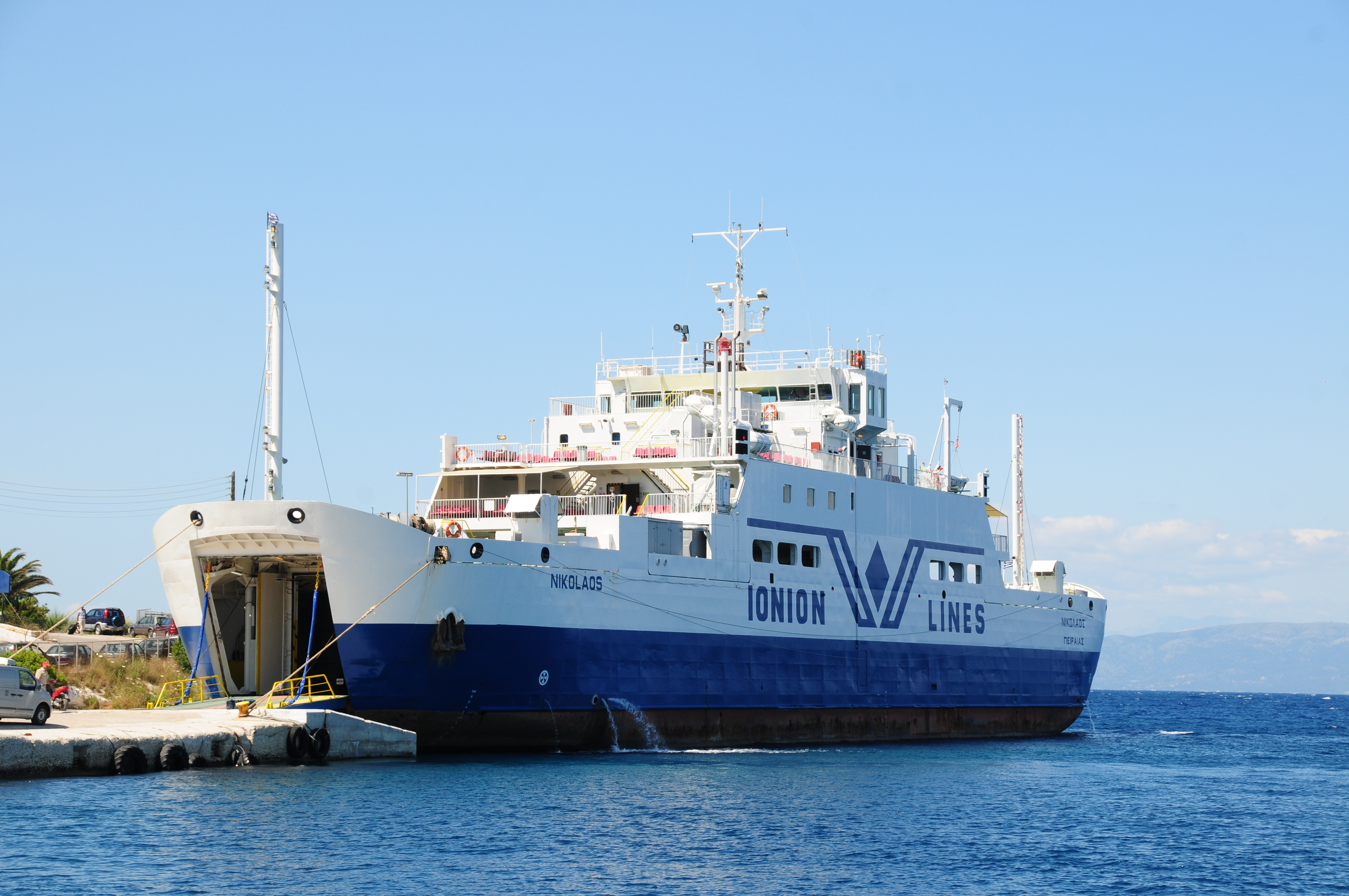
MV Nikolaos